# ويلفريد بينيتيز
ويلفريد بينيتيز (بالإنجليزية: Wilfred Benítez)‏ مواليد 12 سبتمبر 1958 في نيويورك، نيويورك، الولايات المتحدة، هو ملاكم يصنف ضمن فئة وزن الوسط. حقق بطولة المجلس العالمي للملاكمة.

## إحصائيات
خاض خلال مسيرته 62 نزالا، فاز في 53 وتعادل في 1 وخسر في 8. فاز بالضربة القاضية في 31 نزالا.

## روابط خارجية
- ويلفريد بينيتيز على موقع بوكس ريك (الإنجليزية) (registration required)